# Santuario di San Calocero
Il santuario di San Calocero è un luogo di culto cattolico di origine medioevale, situato nei pressi del monte Castell'Ermo, nel comune di Vendone in provincia di Savona.

## Storia

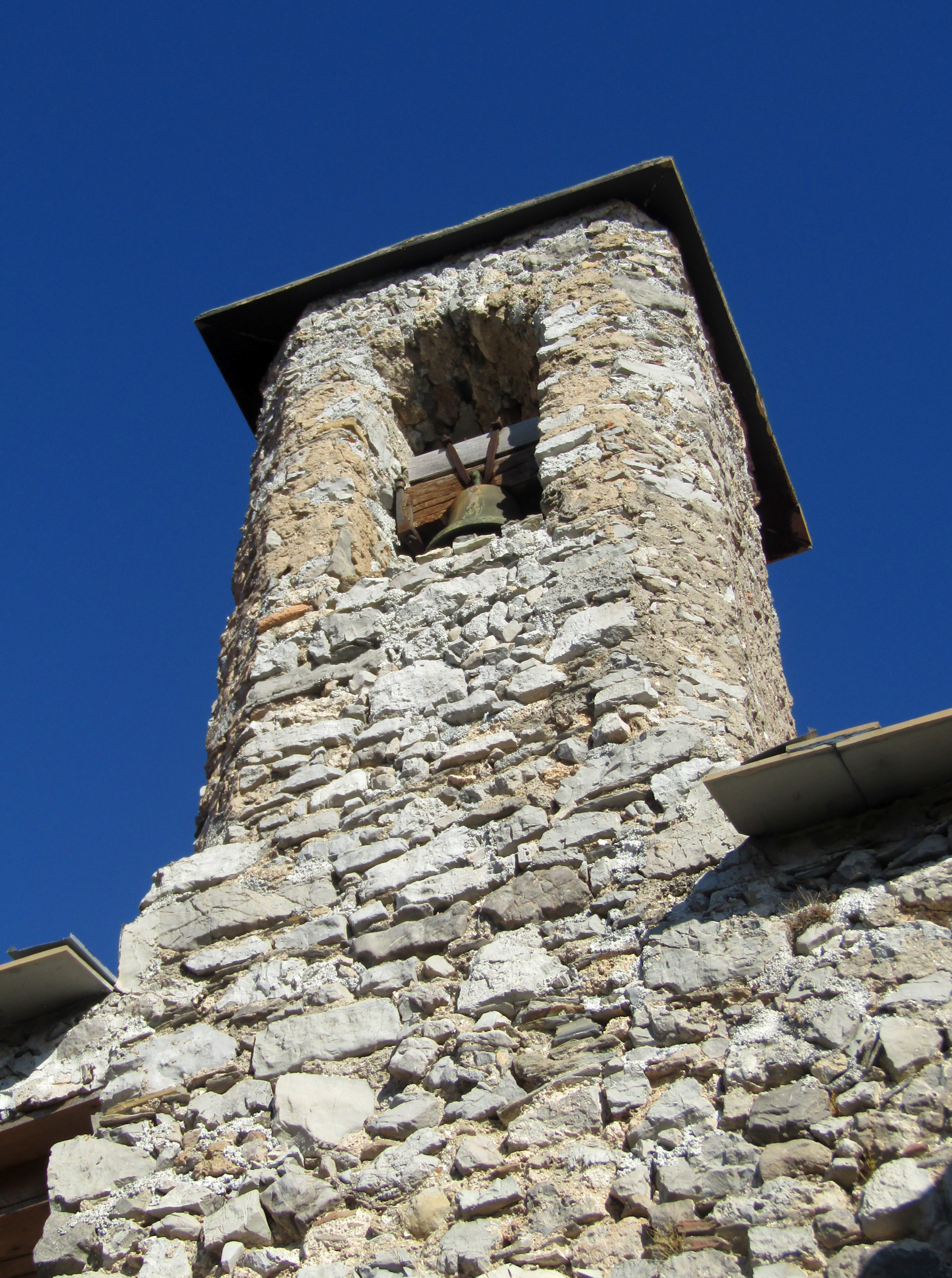
Il campanile

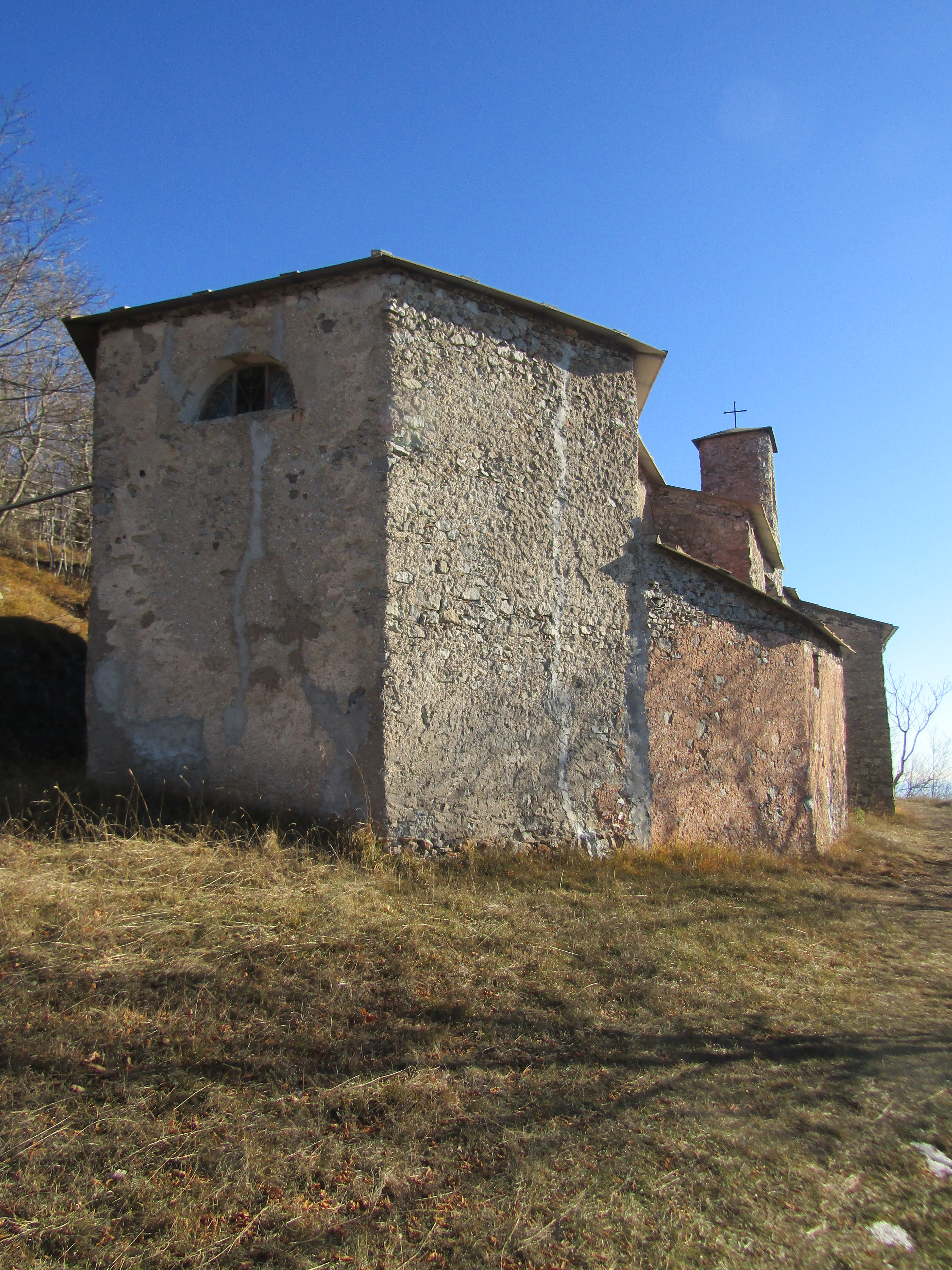
L'abside

La costruzione del santuario è legata ad una tradizione secondo la quale, nella località ove sorge oggi la chiesa, avrebbe vissuto come eremita san Calocero (o Calogero). Alla vita in solitudine del santo sarebbe anche legato il nome del sovrastante monte Castell'Ermo, ovvero Castello dell'Eremo.
Nel sito dove oggi sorge la chiesa de San Calocero esisteva in passato una fortificazione che, dopo essere stato tra i possessi dei Clavesana, venne ceduta alla città di Albenga. La chiesa è nominata in un documento del 20 novembre 1336 come (LA)  Sancti Caloceri de castro ermo.  Si trova a monte di Curenna, una frazione del comune di Vendone, il cui territorio trabocca sull'altro versante, in val Pennavaira.
Nel 2014 il Ministero della cultura ha dichiarato la chiesa di San Calocero bene di interesse culturale in quanto il sito risultava essere di "eccezionale importanza da un punto di vista archeologico, e che la chiesa risultava essere senza dubbio uno dei luoghi di culto più antichi della diocesi ingauna".

## Descrizione

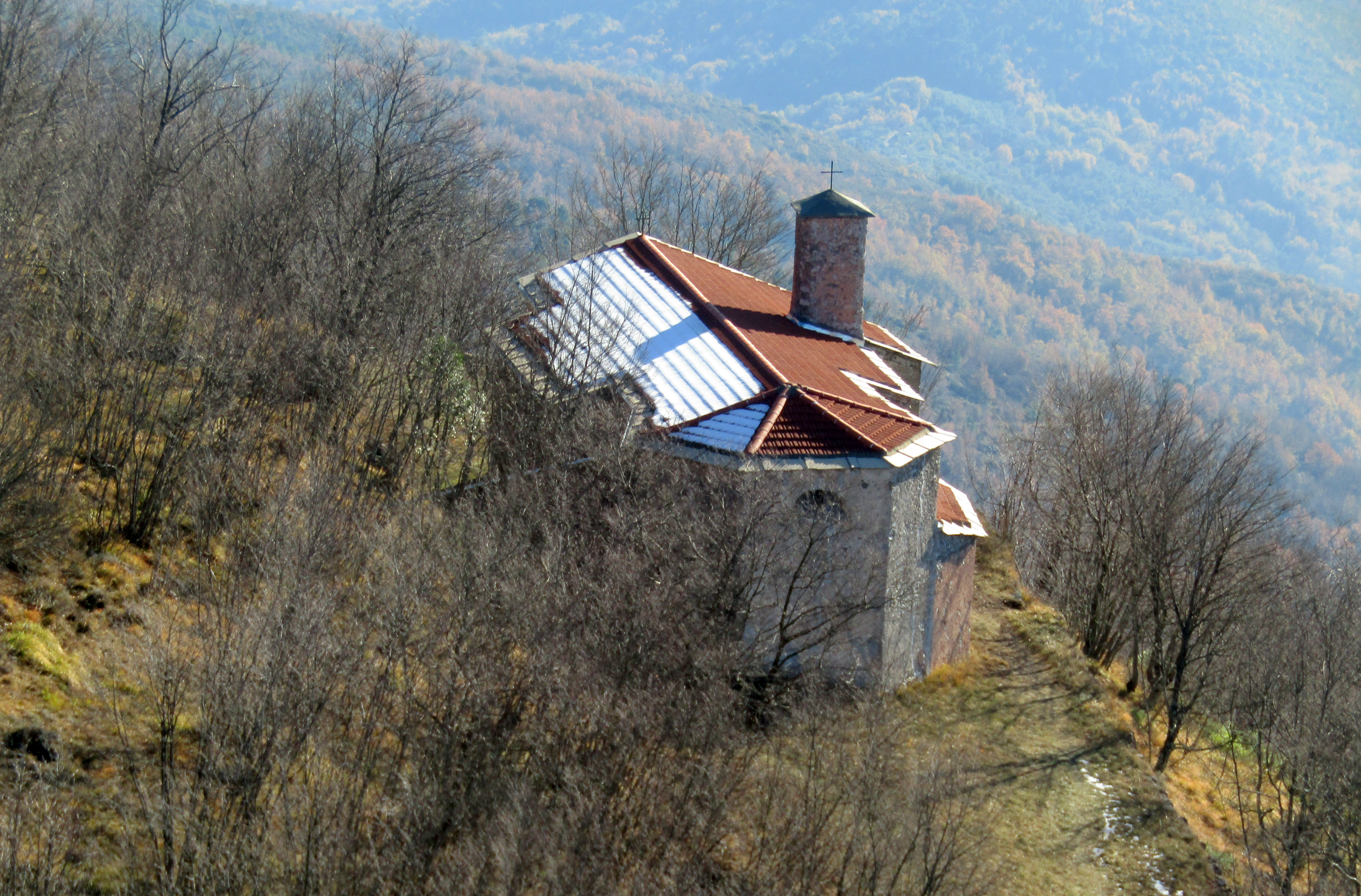
Vista dall'alto

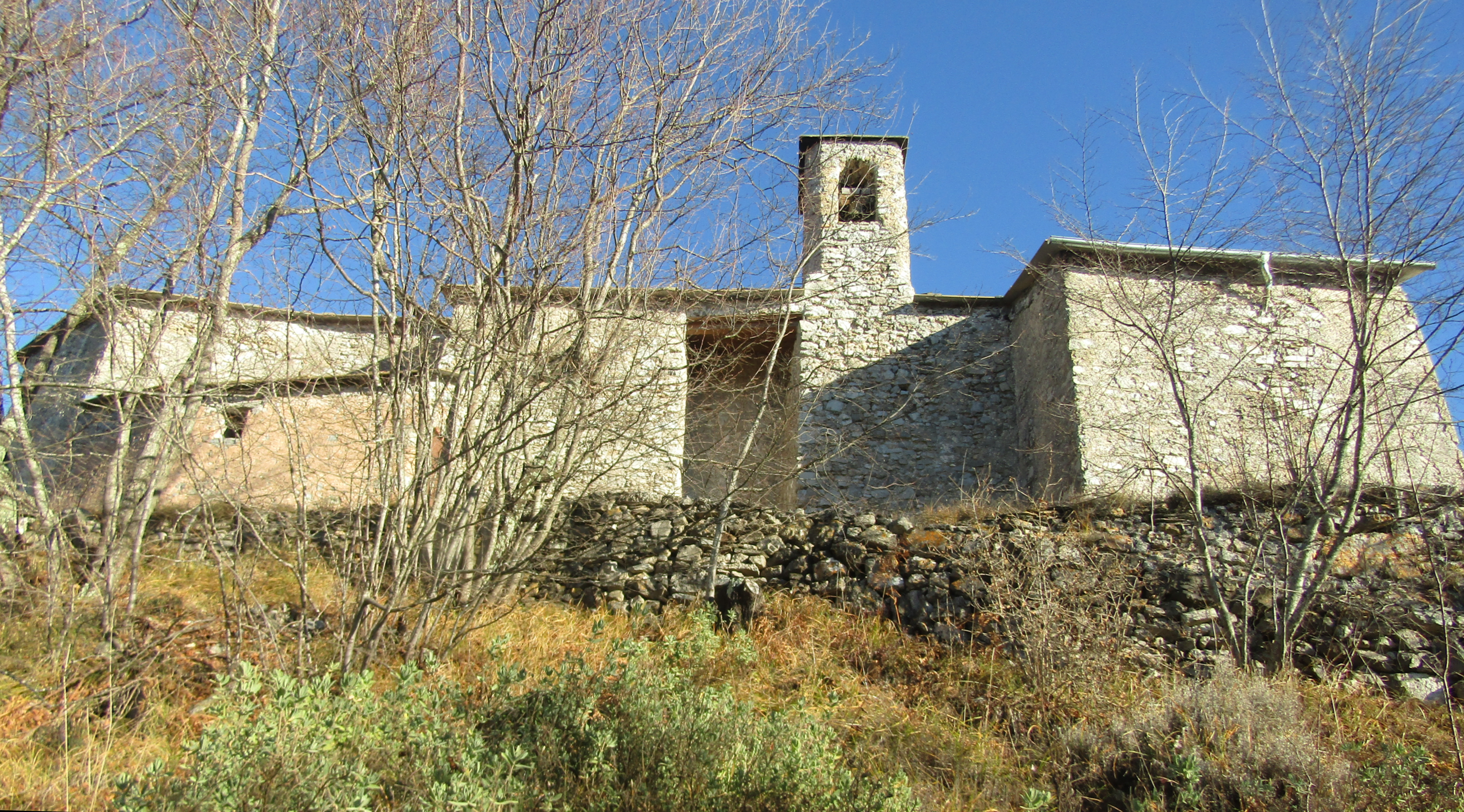
Lato sud-ovest

La chiesa è costituita da una unica navata, di notevole lunghezza e coperta da una volta a botte. L'abside ha pianta esagonale, e lateralmente rispetto alla navata sono presenti alcune cappelle. L'interno della chiesa, piuttosto sobrio, è ingentilito da paraste con capitelli in stile corinzio. La facciata, rivolta verso sud-est, precede un porticato piuttosto profondo dal quale si accede oltre che alla navata anche alla sagrestia. È dipinta in colore chiaro e la sua copertura a doppia falda è asimmetrica.Sul lato sud-occidentale del piccolo complesso edilizio si trova un campanile in pietra. La copertura del tetto è in tegole marsigliesi.
Il piccolo santuario è ancora oggi meta di un importante pellegrinaggio che, ogni cinque anni, coinvolge i fedeli di vari comuni circostanti.

## Tutela naturalistica
Il santuario e l'area circostante ricadono nel territorio del SIC (Sito di importanza comunitaria) denominato Castell'Ermo - Peso Grande (codice:  IT1324818).